# Любовные письма (фильм, 1983)
«Любовные письма» (англ. Love Letters) — романтическая кинодрама 1983 года, снятая режиссёром Эми Холден Джонс.

## Сюжет
Внезапно умирает мать Анны Уинтер, и дочь находит подборку старых писем, которые раскрывают тайную любовь в жизни её матери.
Потом Анна знакомится с преуспевающим фотографом в исполнении Джеймса Кича, сорокалетним  женатым мужчиной с двумя детьми.

## В ролях
- Джейми Ли Кёртис — Анна Уинтер
- Джеймс Кич — Оливер Эндрюс
- Бонни Бартлетт — Мэгги Уинтер
- Мэтт Кларк — Чак Уинтер
- Эми Мэдиган  — Венди